# تيري أ. ديفيس
ترنس أندرو ديفيس (15 ديسمبر 1969 - 11 أغسطس 2018)، المعروف باسم تيري أ. ديفيس ، هو مبرمج أمريكي قام بإنشاء وتصميم TempleOS، وهو نظام تشغيل منشور للملكية العامة. تميز بصعوبة تطويره الشديدة. يُعد إنجاز ديفيس استثنائيًا نظرًا لكونه قام بتطوير نظام التشغيل بمفرده.   
عندما كان مراهقًا، تعلم ديفيس لغة التجميع (Assembly) على كمبيوتر كومودور 64. حصل لاحقًا على درجة الماجستير في الهندسة الكهربائية من جامعة ولاية أريزونا وعمل لعدة سنوات في Ticketmaster كمبرمج لأجهزة VAX. في عام 1996، بدأ يعاني من نوبات هوس منتظمة، أدت إحداها إلى دخوله المستشفى. في البداية تم تشخيص حالته بأنه مصاب باضطراب ثنائي القطب، اتضح لاحقًا أنه مصاب بالفصام. قام بعد ذلك بالحصول على مدفوعات العجز وأقام في لاس فيغاس مع والديه حتى عام 2017.
نشأ ديفيس باعتباره كاثوليكيًا, وكان ملحدًا في بعض فترات حياته البالغة. بعد المرور بتجربة ما وصفه بـ"الوحي"، أعلن أنه كان على اتصال مباشر مع الإله وأن الإله قد أمره ببناء الخليفة (الهيكل الثالث) للهيكل الثاني. ثم خصص عقدًا من الزمن لإنشاء نظام تشغيل على غرار واجهات DOS التي كانت على أيام شبابه. في عام 2013، أعلن ديفيس أنه أكمل المشروع، المسمى الآن بـ"TempleOS". كان يُنظر إلى نظام التشغيل عمومًا على أنه نظام هواية، وغير مناسب للاستخدام العام، مع ذلك تلقى ديفيس التعاطف والدعم لإنجازه المشروع. 
خلال سنواته الأخيرة، جمع ديفيس عددًا من المتابعين عبر الإنترنت ونشر بانتظام مدونات مرئية على وسائل التواصل الاجتماعي. على الرغم من أنه ظل واضحاً عند مناقشة الموضوعات المتعلقة بالكمبيوتر، إلا أن مهارات التواصل لديه تأثرت كثيرًا بالفصام الذي عانى منه. وكان مثيرًا للجدل بسبب استخدامه المنتظم للشتائم، والتي أوضح أنها طريقته في مكافحة عوامل الحرب النفسية . بعد عام 2017، مر بفترات عانى منها من التشرد والسجن. وفي عام 2018، صدمه قطار وتوفّي عن عمر يناهز 48 عامًا.

## النشأة ومسيرته المهنية

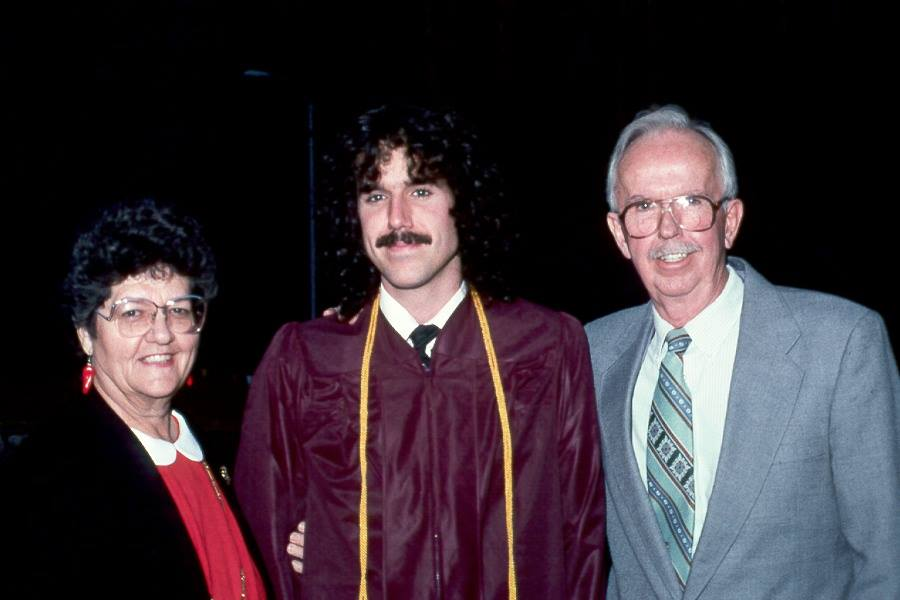
تيري ديفيس مع والديه, 1990~

ولِدَ تِرنس أندرو ديفيس في وست ألس، ويسكونسن, انتقل لاحقاً إلى واشنطن، ميشيغان، كاليفورنيا وأريزونا. كان الولد السابع من ثمانية أولاد, والده كان مهندساً صناعياً. في طفولته, كان يستخدم ديفيس جهاز أبل 2 الذي كان في مدرسته الابتدائية, وعندما كان مراهقاً, تعلّم لغة التجميع (Assembly) على جهاز كومودور 64. حصل على شهادة الماجستير في الهندسة الكهربائية من جامعة ولاية أريزونا في 1994 وعمل لسنوات عديدة في Ticketmaster كمبرمج لأجهزة الـVAX هناك. كَتَبَ في سياق الحديث عن شهاداته في 2011: "الكل يعلم أن الهندسة الكهربائية أعلى من علوم الحاسوب في السلم الهرمي للهندسات لأنها تحتاج إلى رياضيات حقيقية ;-) أنا عالم صواريخ, إلّا أنه, ليس جيداً جداً"